# Comparação entre rugby union e rugby league

## O Esporte
| Rugby Union | Rugby League |
| --- | --- |
| Surgiu de uma variação das regras do futebol em 1823                                                                         | Surgiu de uma variação das regras do Rugby Union em 1895 |
| Pode ser conhecido como "rugby universal" por ser a versão mais popular na maioria dos países do mundo.[carece de fontes?]   | Apenas na Austrália, Papua-Nova Guiné, e em algumas ilhas da Oceania é mais popular que o Rugby Union, mas também é jogado na Europa e nas colônias britânicas.[carece de fontes?] |
| A competição mais importante é a Copa do Mundo, criada em 1987 é uma das competições esportivas com maior audiência mundial. | A competição mais importante é a Copa do Mundo, criada em 1954 tem uma audiência menor que a da Rugby Union.                                                                       |

## O Campo
| Rugby Union | Rugby League                                                     |
| --- | ---------------------------------------------------------------- |
| Tem 100m de comprimento X 70m de largura                                                                                         | Tem 100m de comprimento X 68m de largura                         |
| O campo é dividido em 4 zonas de 22m cada                                                                                        | O campo é dividido em 10 zonas de 10m cada                       |
| A in-goal area tem entre 10 e 22m de comprimento                                                                                 | A in-goal area tem entre 6 a 11m de comprimento                  |
| O campo é traçado em linhas de 10 e 22 metros em cada campo, e linhas intermitentes a 5 metros do in-goal e das linhas laterais. | O campo é traçado em linhas paralelas de 10 metros de intervalo. |

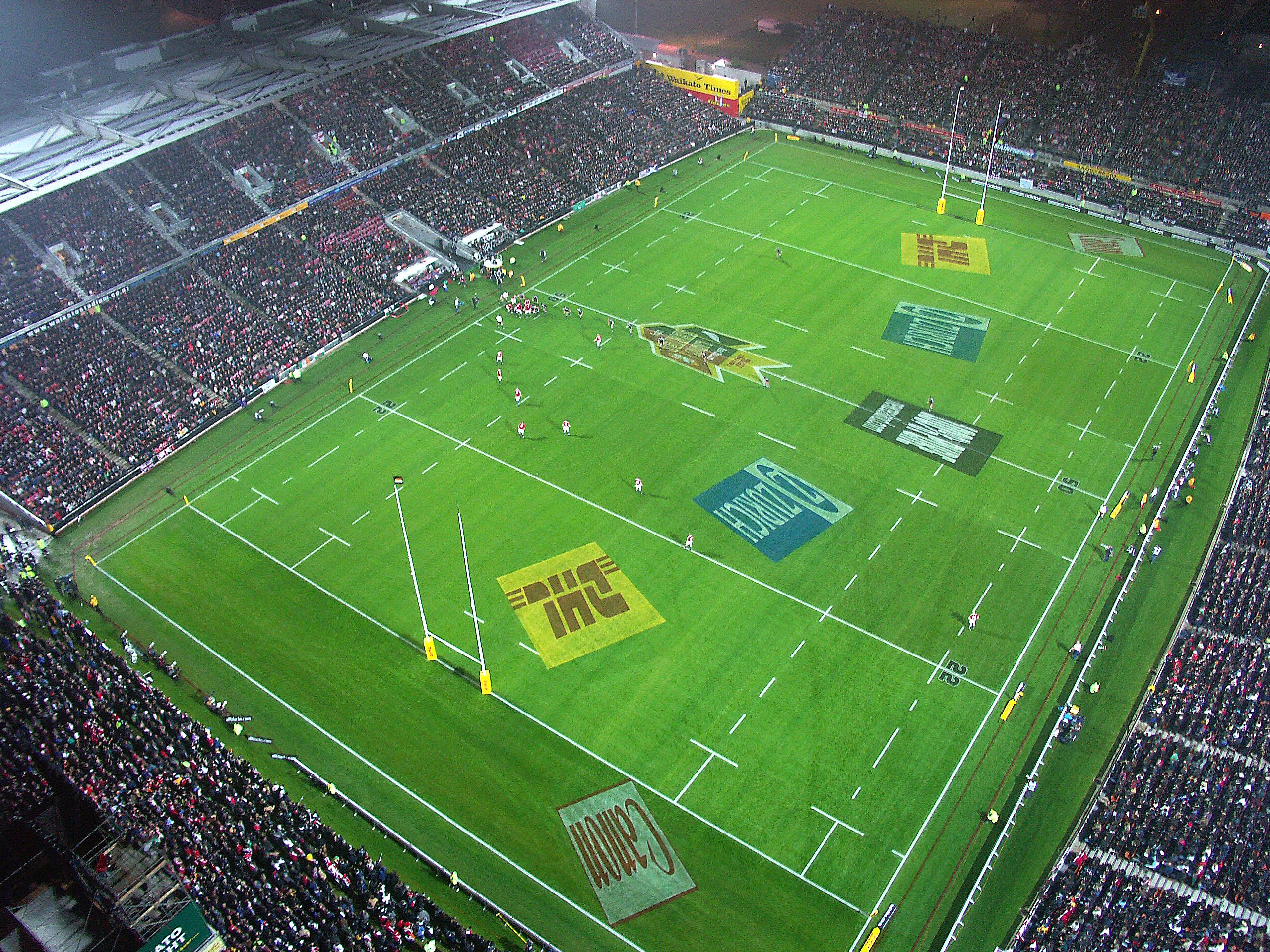
Estádio de Rugby Union.
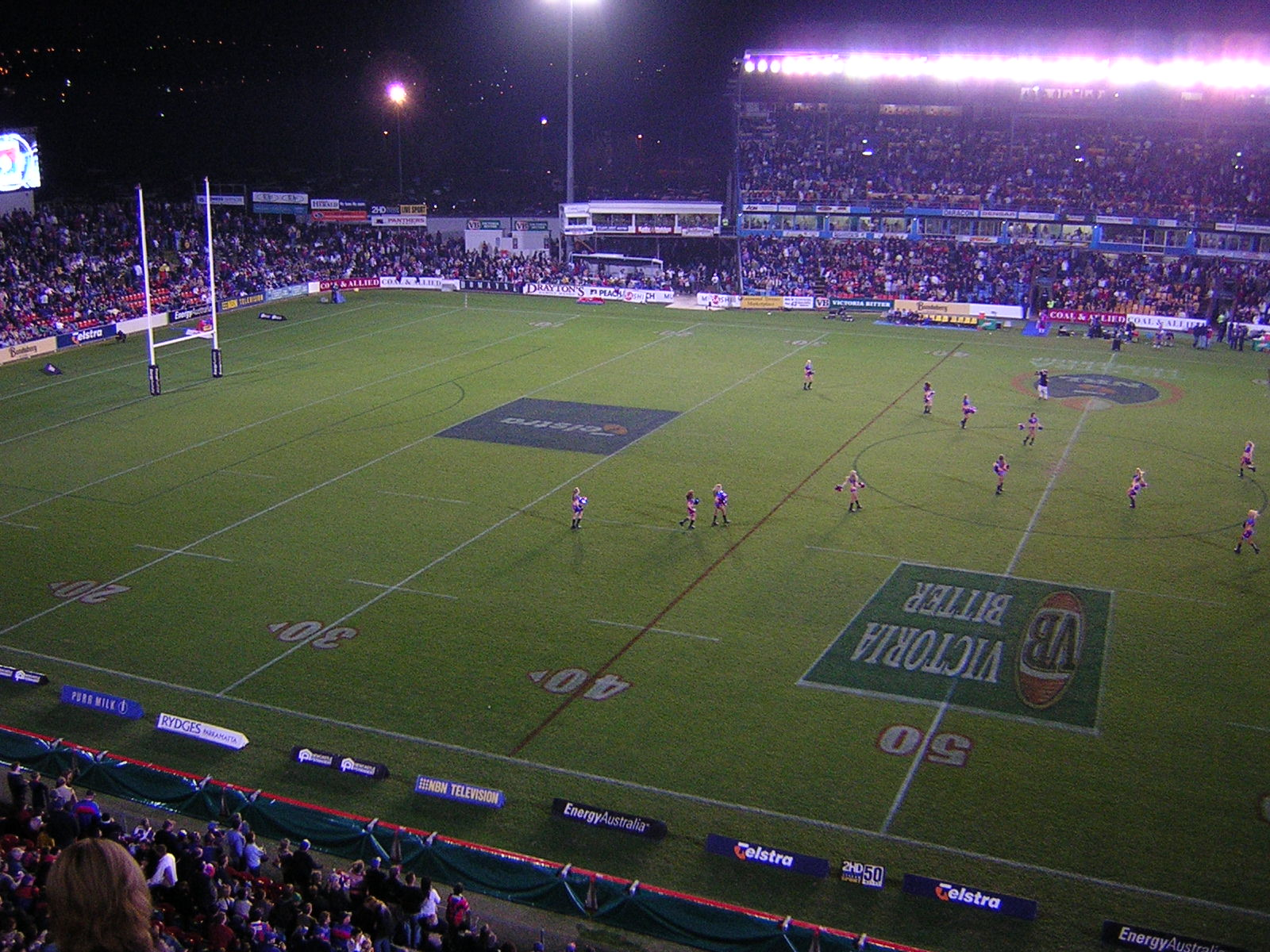
Estádio de Rugby League.

## A Bola
| Rugby Union                 | Rugby League                    |
| --------------------------- | ------------------------------- |
| Tem um formato mais pontudo | Tem um formato mais arredondado |

## O Time
| Rugby Union            | Rugby League           |
| ---------------------- | ---------------------- |
| 15 jogadores titulares | 13 jogadores titulares |

## Posições
| Rugby Union | Rugby League |
| --- | --- |
| - Forwards.: 1. Pilar aberto 2. Hooker 3. Pilar fechado - Middle Forwards.: 4. Segunda linha 5. Segunda linha 6. Asa esquerda 7. Asa direita 8. Oitavo - Middle Backwards.: 9. Half-scrum 10. Abertura - Backwards.: 11. Ponta esquerda 12. Primeiro centro 13. Segundo centro 14. Ponta direita 15. Fullback | - Forwards 8. Pilar aberto 9. Hooker 10. Pilar fechado - - Middle Forwards.: 11. Segunda linha esquerdo 12. Segunda linha direito 13. Lock forward - Middle Backwards.: 7. Half-scrum 6. Abertura - Backwards.: 5. Ponta esquerda 4. Primeiro centro 3. Segundo centro 2. Ponta direita 1. Fullback |

## Posse de Bola
| Rugby Union | Rugby League |
| --- | --- |
| É na forma de "conquista da bola", quando um jogador sofre um tackle e cai no chão é formado um ruck onde qualquer um dos times pode pegar a posse de bola pressionando o ruck para frente. A posição em campo é mais importante que a posse de bola | É baseado na "regra dos 6 tackles" (algo similar ao futebol americano) onde cada time tem o direito da posse da bola por 6 vezes, após o 6º tackle a posse de bola passa imediatamente para o time adversário, não há formação de ruck. A posse de bola é mais importante que a posição em campo |

## Pontuação
| Rugby Union            | Rugby League           |
| ---------------------- | ---------------------- |
| Try: 5 pontos          | Try: 4 pontos          |
| Conversão: 2 pontos    | Conversão: 2 pontos    |
| Drop goal: 3 pontos    | Drop goal: 1 ponto     |
| Penalty goal: 3 pontos | Penalty goal: 2 pontos |

## Arremesso lateral
| Rugby Union | Rugby League |
| --- | --- |
| As equipes se alinham perpendicular à linha de lateral, eles devem se alinhar no mínimo a 5 metros da lateral, os times se alinham do lado do campo que defendem. O cobrador arremessa o lateral, e quem pegar fica com a bola. | O lateral é cobrado tocando a bola no pé e seguindo com o jogo, ou com scrum fixo (no Rugby League quase nunca há disputa de bola em scrums). |